# Ierxovka (Kírov)
|  | Per a altres significats, vegeu «Ierxovka». |

Ierxovka (en rus: Ершовка) és un poble de l'óblast de Kírov, a Rússia, segons el cens del 2010 tenia 455. Pertany al districte (raion) de Viàtskie Poliani.